# 1979 год в истории изобразительного искусства СССР
1979 год был отмечен рядом событий, оставивших заметный след в истории советского изобразительного искусства.

## События
- Весенняя выставка произведений ленинградских художников 1979 года открылась в залах Ленинградского отделения Союза художников РСФСР.[1]
- Выставка произведений Юрия Непринцева к 70-летию со дня рождения и 50-летию творческой деятельности открылась в Музее Академии художеств в Ленинграде.[2]
- Выставка произведений Анатолия Владимировича Кокорина к 70-летию со дня рождения открылась в залах Московской организации Союза художников РСФСР.[3]
- Четвёртая Всесоюзная художественная выставка «Физкультура и спорт в изобразительном искусстве» открылась в Москве.
- Выставка произведений Александра Михайловича Любимова к 100-летию со дня рождения открылась в залах Ленинградского отделения Союза художников РСФСР.[1]
- 10 июля — Пятая Зональная художественная выставка «Советский Север» открылась в Сыктывкаре. Экспонировались 2912 работ 536 художников Архангельской, Вологодской, Кировской, Новгородской, Мурманской, Псковской областей, республики Коми[4].
- Выставка произведений Геворка Вартановича Котьянца открылась в залах Ленинградского отделения Союза художников РСФСР.[5]
- Выставка произведений Георгия Павловича Татарникова (1914-1971) открылась в залах Ленинградского отделения Союза художников РСФСР.[6]
- 25 октября — Пятая Зональная художественная выставка «Советский Юг» открылась в Махачкале. Экспонировались 1455 работ 614 художников Дагестана, Кабардино-Балкарии, Калмыкии, Северной Осетии, Чечено-Ингушетии, Краснодарского и Ставропольского краёв, Ростовской области и Адыгеи[7].
- Всесоюзная художественная выставка «Голубые дороги Родины» открылась в Москве при участии Николая Баскакова, Николая Галахова, Алексея Еремина, Вячеслава Загонека, Михаила Канеева, Марина Козловской, Майи Копытцевой, Олега Ломакина, Владимира Саксона, Владимира Селезнёва, Александра Татаренко, Николая Тимкова, Михаила Труфанова, Юрия Тулина, Виталия Тюленева, Евгения Чупруна, Галины Якубовской и других мастеров изобразительного искусства[8].
- Выставка «Не губи своё будущее» организована Институтом санитарного просвещения Минздрава СССР.[9]
- Выставка «Человек труда в произведениях ленинградских художников» отерылась в ЦВЗ «Манеж»[10].

## Скончались
- 12 января — Пекарев Александр Васильевич, советский архитектор, скульптор. Член Союза Архитекторов СССР. Член Союза художников СССР (род. 1905).
- 23 февраля — Натаревич Михаил Давидович, советский живописец, член Ленинградской организации Союза художников РСФСР (род. 1907).

### Полная дата неизвестна
- Серебряный Иосиф Александрович, российский советский живописец и педагог, Народный художник СССР (род. в 1907).